# Emiliano Zapata

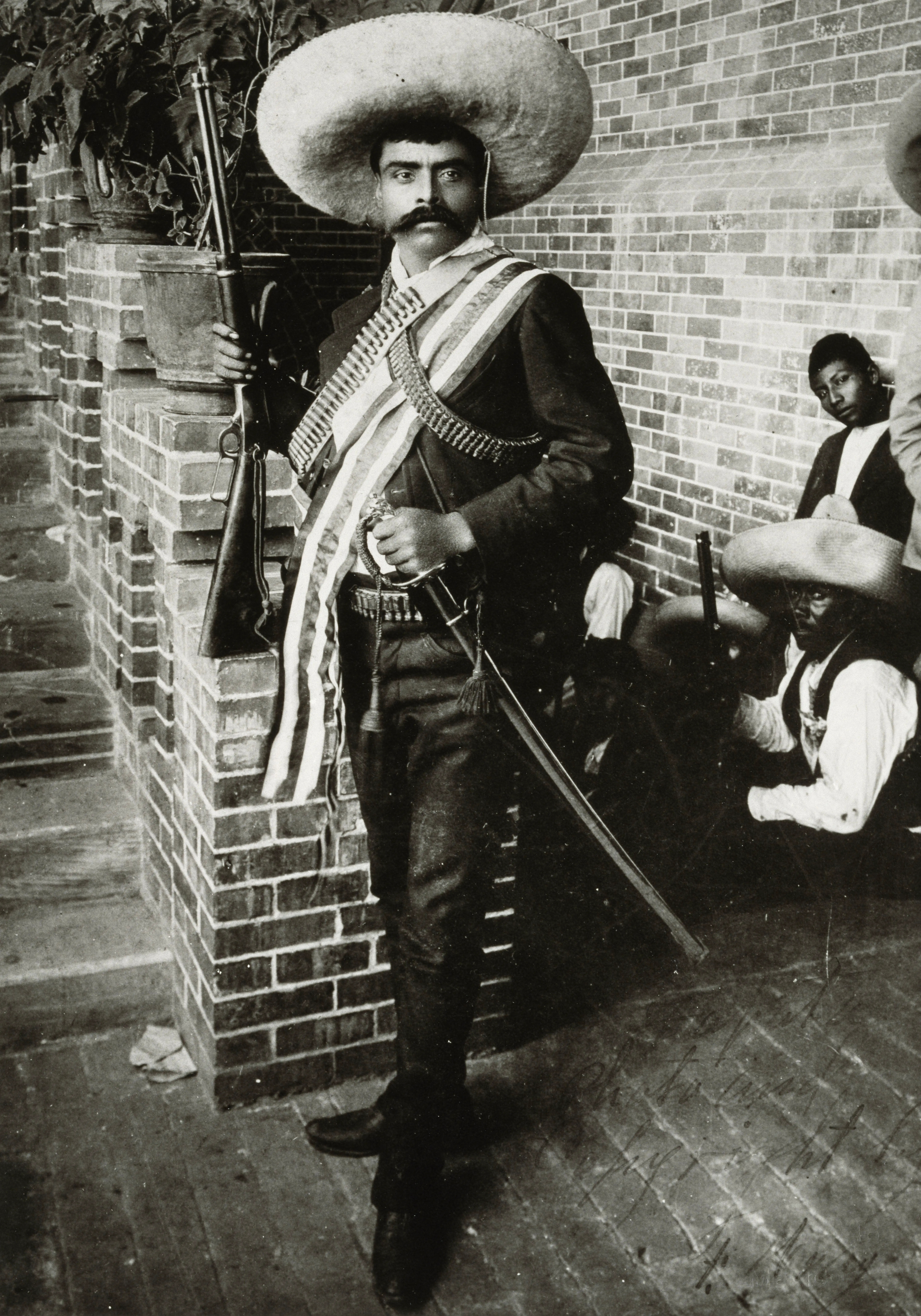
Emiliano Zapata

Emiliano Zapata Salazar (8. srpna 1879 Anenecuilco, Morelos – 10. dubna 1919 Chinameca, Morelos) byl jeden z vůdců Mexické revoluce, která vypukla v roce 1910 a byla namířena proti prezidentovi Porfiriu Díazovi. Zapata založil a organizoval důležitou ozbrojenou skupinu, která se jmenovala Osvobozenecká armáda jihu.

## Životopis
Jako syn koňského handlíře už v mládí viděl, jak špatně zachází vlastníci plantáží s chudými rolníky a jak je okrádají. Ve věku 18 let se postavil do vedení protestní akce proti jednomu z velkomajitelů půdy. Za tuto činnost byl zatčen.
Roku 1910 propuklo povstání proti diktátoru Porfiriu Diazovi, který tehdy v Mexiku vládl. Zapata se tehdy s nadšením přidal na stranu revolucionářů. Zúročil své zkušenosti ze sedmileté vojenské služby (dotáhl to na seržanta) a za jeden rok už měl pod kontrolou jižní část Mexika. Osm let vedl tento boj za pomoci rolnické armády, vyháněl velkostatkáře (hacendados) kteří zkonfiskovali rolníkům půdu a spravedlivě ji opět rozděloval. Jeho heslem bylo „Tierra y Libertad“ – “Země a svoboda”.
10. dubna 1919 byl vlákán do léčky a zavražděn. Bylo mu tehdy 39 let. Přesto, že tato revoluce byla prohrána, přinesla své ovoce: uskutečnila se pozemková reforma.

## Výroky
| „ | Jižané! Je lepší zemřít vstoje, než žít na kolenou! | “ |

| „ | Půda je toho, kdo na ní pracuje. | “ |

| „ | Ignorance a tmářství nikdy nevyprodukovaly nic než stádo otroků pro tyranii. | “ |

## Přezdívky
- Calpuleque (náhuatl) - lídr, šéf
- El Tigre del Sur - Tygr jihu
- El Tigre - Tygr
- El Tigrillo - Malý Tygr
- El Atila del Sur - Attila jihu